# Лерно, Льевен
Льеве́н Лерно́ (фр. Liévin Lerno; 5 октября 1927, Локерен, Восточная Фландрия — март 2017, Бельгия) — бельгийский шоссейный велогонщик. Во второй половине 1940-х годов состоял в национальной сборной Бельгии по велоспорту, серебряный призёр чемпионата мира в Валкенбюрге, участник летних Олимпийских игр в Лондоне. В период 1949—1954 годов также выступал на профессиональном уровне, но без особого успеха.

## Биография
Льевен Лерно родился 3 октября 1927 года в городе Локерен провинции Восточная Фландрия, Бельгия.
Впервые заявил о себе в 1946 году, заняв второе место в любительской гонке в Хулсте в Нидерландах. Год спустя принял участие в «Туре Швеции».
В 1948 году стал серебряным призёром чемпионата Бельгии на шоссе среди непрофессиональных гонщиков, вошёл в основной состав бельгийской национальной сборной и благодаря череде удачных выступлений удостоился права защищать честь страны на летних Олимпийских играх в Лондоне. Тем не менее, как в личном, так и в командном зачётах финишировать не смог — в обеих гонках сошёл с дистанции и очков не набрал. В командном зачёте бельгийцы заняли первое место, однако Лерно, хоть и входил в состав команды, в соответствии с равилами тех лет медали не получил.
Вскоре после окончания Олимпиады Лерно отправился на шоссейный чемпионат мира в Валкенбюрге, откуда привёз награду серебряного достоинства, выигранную в личном зачёте любителей — на финише его обошёл только представитель Швеции Харри Снелл.
В 1949 году Льевен Лерно перешёл в профессионалы, присоединившись к французской команде Garin-Wolber. Выиграл несколько второстепенных региональных гонок в Восточной Фландрии, однако на крупных международных соревнованиях сколько-нибудь значимых результатов не показывал. В 1951 году также состоял в швейцарской команде Cycles Wolf, а в период 1952—1954 годов представлял бельгийский клуб Groene Leeuw.
После завершения карьеры профессионального спортсмена занимал должность президента велоклуба Berlage в своём городе, принимал активное участие в организации местной ежегодной велогонки.
Умер 28 марта 2017 года в муниципалетете Хамме Восточной Фландрии в возрасте 89 лет.